# A. S. M. Abdur Rab
A. S. M. Abdur Rab, né en 1945) est un politicien bangladais. Il est le secrétaire général fondateur du Jatiya Samajtantrik Dal. Il a été membre de la Jatiya Sangsad pour Lakshmipur-4 et ministre de la Marine marchande, puis ministre de la Pêche et de l'Élevage de 1996 à 2001, dans le premier cabinet de Sheikh Hasina.

## Jeunesse
Rab est né en 1945. Il a été le chef du soulèvement de masse de 1969 au Pakistan oriental (en). Il a été la première personne à hisser le drapeau du Bangladesh le 2 mars 1971 en tant que vice-président de l'union centrale des étudiants de l'université de Dacca,.

## Carrière
Il est l'un des organisateurs de la lutte de libération du Bangladesh. Sous la direction du leader de la Ligue Chhatra Noor Alam Siddiqui, Abdul Kuddus, A S M Abdur Rab et Shajahan Siraj, le drapeau du Bangladesh indépendant a été hissé à l'université de Dacca le 2 mars 1971. Un drapeau du Bangladesh indépendant a été inauguré pour la première fois par ASM Abdur Rab. Dans le Bot-tala historique de l'université de Dacca, A.S.M. Abdur Rab a remis le drapeau du Bangladesh au Sheikh Mujibur Rahman. Après l'indépendance du Bangladesh, Rab a formé le parti de gauche Jatiya Samajtantrik Dal (Parti national-socialiste). Avec Serajul Alam Khan et Shajahan Siraj, il a pris position contre le gouvernement dirigé par Sheikh Mujibur Rahman. Il a dirigé la manifestation du 17 mars 1974 vers la résidence du ministre de l'Intérieur à Ramna au milieu d'un groupe de Jatiya Rakkhi Bahini qui a dirigé les tirs sur la foule. Rab est un survivant du massacre de Ramna en 1974. Le président Abu Sadat Mohammad Sayem a libéré Mohammad Abdul Jalil et Rab après avoir pris le pouvoir en raison de l'implication de Jatiya Samajtantrik Dal dans le coup d'État de novembre 1975.
M. Rab est devenu chef de l'opposition en 1988 et a également été ministre du gouvernement de Sheikh Hasina de 1996 à 2001 en tant que ministre de la Marine marchande, puis ministre des Pêches et de l'Élevage,,.